# Urugwaj na Letnich Igrzyskach Olimpijskich 1932
Urugwaj na Letnich Igrzyskach Olimpijskich 1932 reprezentował jeden zawodnik - wioślarz Guillermo Douglas zdobył brązowy medal w konkurencji wioślarskich jedynek.
Dodatkowo w olimpijskim konkursie sztuki startował Pedro Figari. Konkurencje, w których startował nie są znane.

## Wioślarstwo
| Wydarzenie | Zawodnik          | Eliminacje | Eliminacje | Repasaże | Repasaże | Finał   | Finał   |
| Wydarzenie | Zawodnik          | Czas       | Miejsce    | Czas     | Miejsce  | Czas    | Miejsce |
| ---------- | ----------------- | ---------- | ---------- | -------- | -------- | ------- | ------- |
| Jedynki    | Guillermo Douglas | 7:45,00    | 2.         | 8:20,20  | 2. Q     | 8:13,60 | 3.      |